# PowerPC Reference Platform
PowerPC Reference Platform (PReP) jest referencyjną architekturą sprzętową mikroprocesora PowerPC stworzoną w tym samym czasie, co sama mikroarchitektura procesora PowerPC. Architektura ta miała pozwolić producentom sprzętu na stworzenie własnych rozwiązań, które pozwoliłyby na uruchomienie różnych systemów operacyjnych, takich jak Mac OS, Windows NT oraz systemów operacyjnych z rodziny UNIX, w szczególności Sun Solaris i AIX. Systemy zgodne z architekturą PReP nigdy nie zdobyły zakładanej przez twórców popularności, a jedynymi rozwiązaniami z nią zgodnymi były serwery IBM RS/6000 wraz z dostarczanym dla nich systemem operacyjnym AIX.
PReP, pomimo intencji twórców, był odpowiednikiem architektury komputerów klasy PC dla mikroprocesora PowerPC. W związku z niektórymi, dosyć zaskakującymi wymaganiami architektury (np. wymagania dotyczące portu standardu Centronics), Apple nigdy nie zaczęto stosować tego standardu. W momencie, w którym uświadomiono sobie, że nikt nie jest zbyt zadowolony z architektury PReP, stworzono nowy standard architektury pod nazwą CHRP. Kluczową sprawą w architekturze CHRP stało się użycie Open Firmware'u, co dostarczyło twórcom rozwiązań komputerowych znacznie lepszego wsparcia podczas procesu startu systemu (bootowania) i procedur dostępu do warstwy sprzętowej.